# タイムワーナーセンター
ドイツ銀行センター (Deutsche Bank Center) は、ニューヨーク市マンハッタンに建つ連結型の高層ツインビルである。スキッドモア・オーウィングズ・アンド・メリルのen:David Childsによる設計でAREAプロパティ・パートナーズ (en) およびザ・リテーティッド・カンパニース (en) によって開発された。750 ft (229 m) の二本のツインタワーが低層部のアトリウムで連結した構造となっている。アトリウムの高さは46mで内部はショッピングセンターとなっている。ニューヨーク・コロシアム (en) の解体の後、2000年11月に建設が始まり、2003年2月27日にトッピングアウト式が行われた。この土地および建物は2006年にニューヨーク市で最も高額の$1.1ビリオンを記録した。
元々はAOLタイムワーナーセンター (AOL Time Warner Center) という名前で建設された。ミッドタウンとアッパー・イースト・サイド (en) にまたがって、コロンバスサークルの西側を取り囲むように建っている。延床面積は260,000 m2 で、オフィスビルと居住ビル・ホテルにそれぞれ分かれている。オフィスにはドイツ銀行など、ホテルにはマンダリン・オリエンタル・ホテル・ニューヨーク (en) が入っている。ビル低層部のアトリウムはショップス・アット・コロンバスサークル (en) というショッピングモールになっており、地下にはホールフーズ・マーケットが入っている。またこの複合施設にはジャズ・アット・リンカーン・センターの1200席の劇場やCNNスタジオが入っており、他にもCNNのアンダーソン・クーパー360°、en:Erin Burnett OutFront、そしてen:Piers Morgan Tonightなどのショーがライブ放送されている。このビルの外ではよくCNNのen:Jeanne Moosが通行人の突撃インタビュー ("man on the street") を行っている。
このビルには複数の住所が割り当てられている。オフィスビルはコロンバス・サークル10号、"ワン・セントラル・パーク" (One Central Park) という名前のサウスタワーはコロンバス・サークル25号、マンションとホテルはコロンバス・サークル80号である。1 セントラルパーク・ウエストの住所は、向いのトランプ・インターナショナル・ホテル・アンド・タワーに割り当てられている。このタワーの所有者のドナルド・トランプは「我々は本当のセントラルパークの眺めと住所を持っている」と言ってほくそ笑んだとされる。

## ポピュラーカルチャーにおけるタイムワーナーセンター
- 2007年の映画「魔法にかけられて」では、ロバートのオフィスはタイムワーナーセンター内となっている。
- 2008年の映画「クローバーフィールド/HAKAISHA」では、ツインタワーの片方が倒れもう一方のビルに寄りかかるシーンがある。登場人物は倒れていないビルを昇り、倒れたビルに取り残された人のレスキューに向かう。
- 2009年のNBCテレビシリーズ「Kings」では、キングのホールはジャズ・アット・リンカーン・センターのAllen Roomで撮影された。
- 「CSI: NY」のオープニングクレジットに登場する。
- 2011年の映画「ものすごくうるさくて、ありえないほど近い」には、2002年のタイムワーナーセンターの建設シーンがある。

## ギャラリー

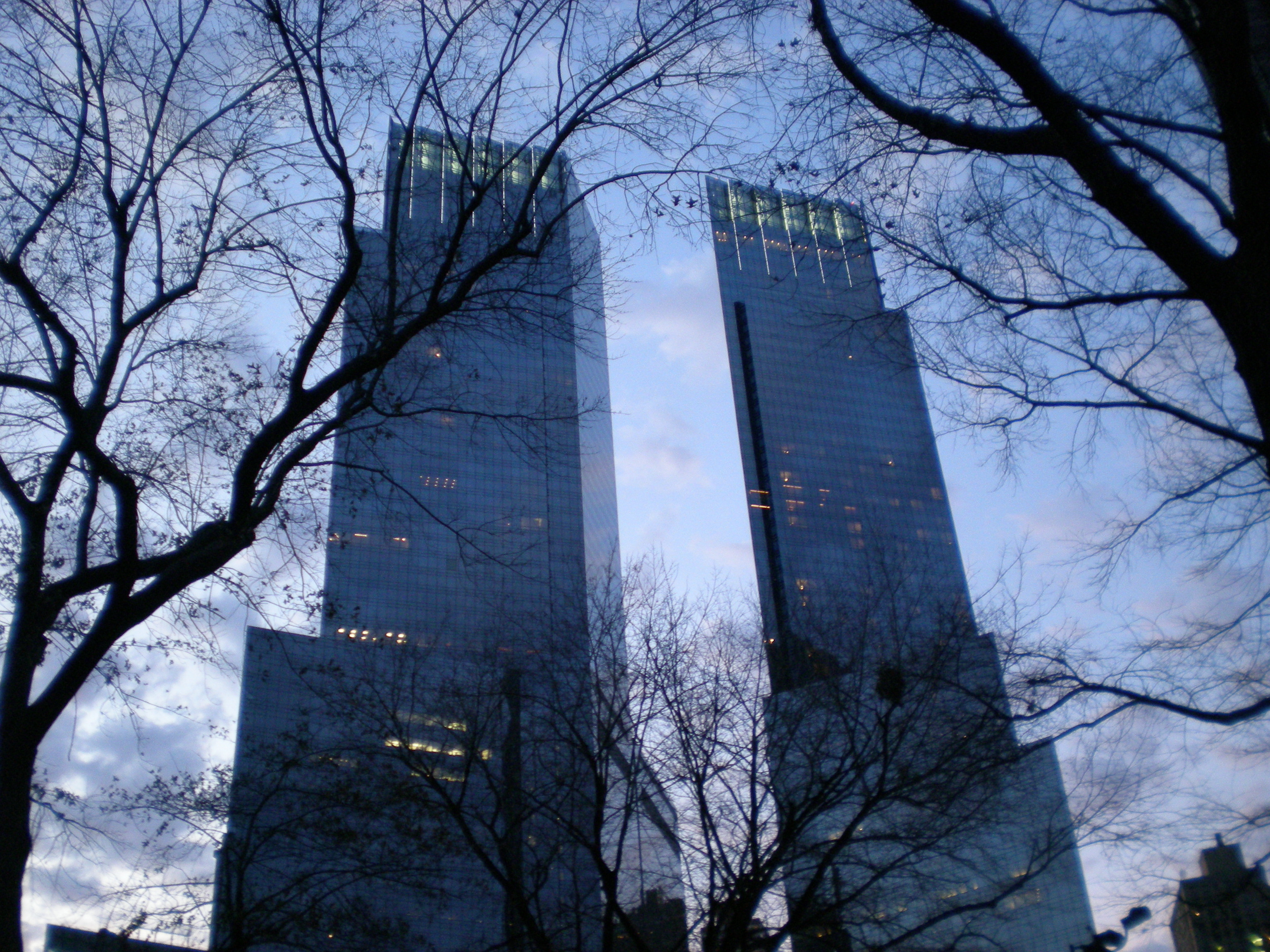
セントラルパークから見たビル
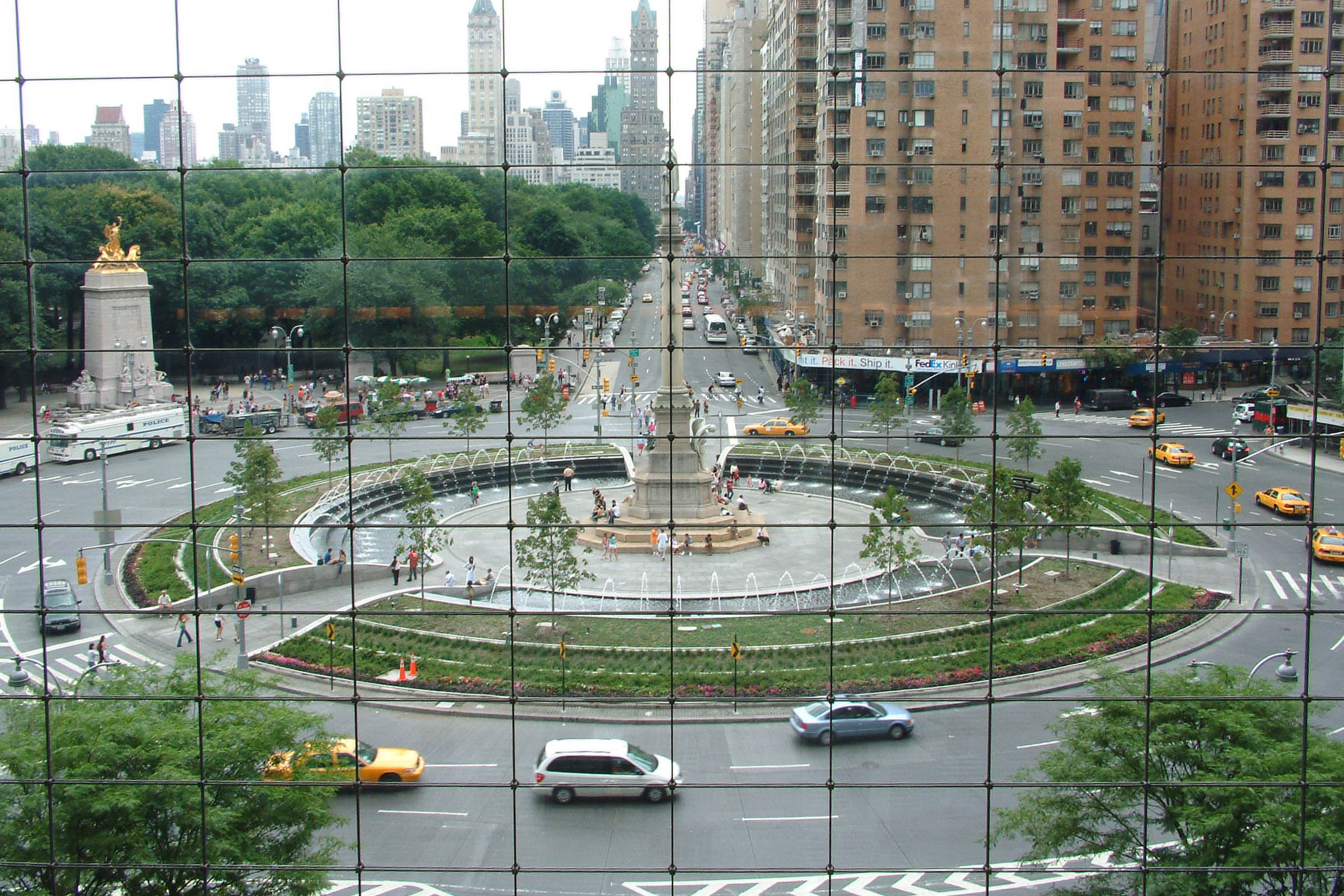
アトリウムの内側から見たコロンバスサークル
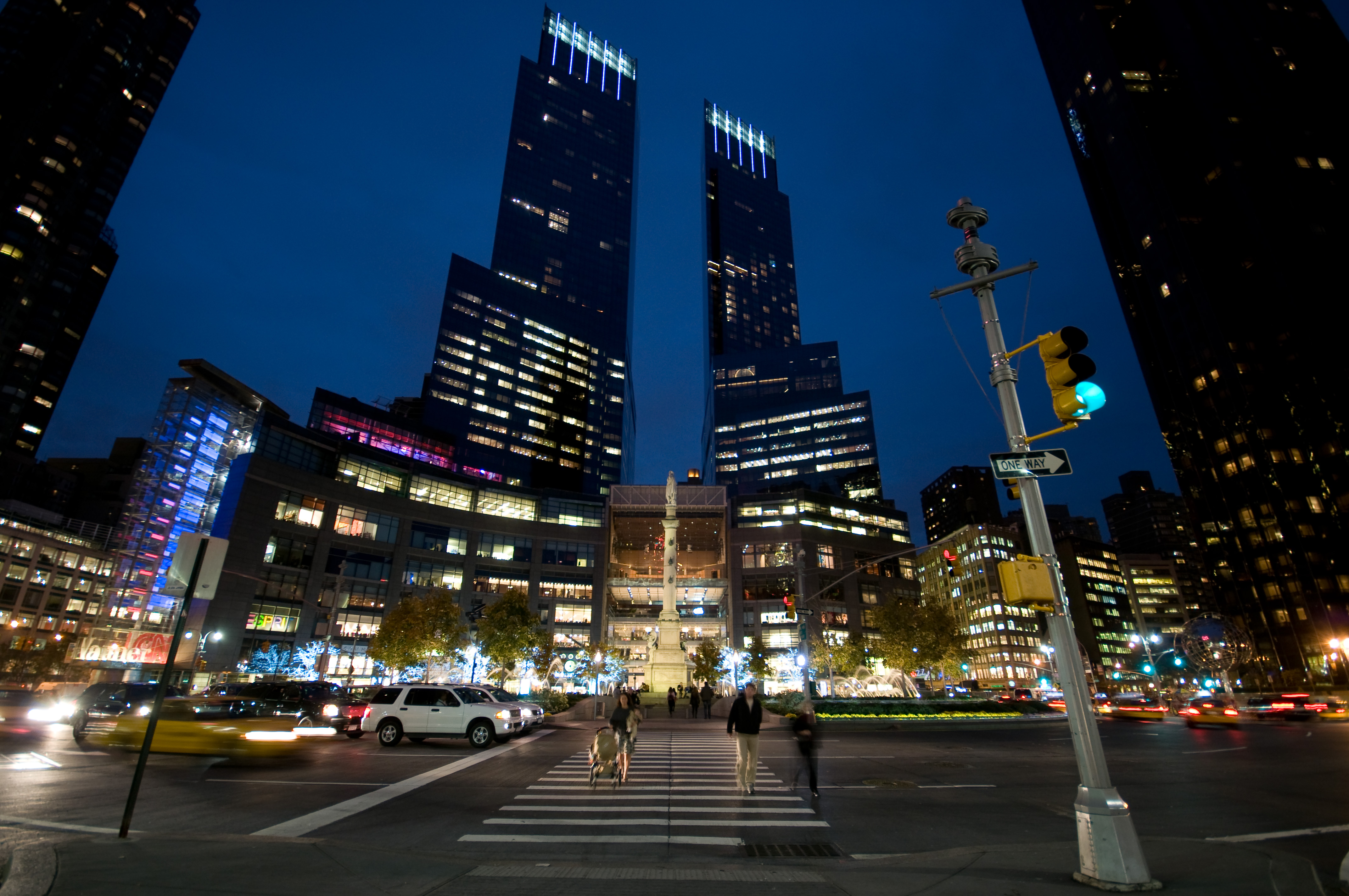
コロンバスサークルの反対側から見たビル